# Mohammed-moskee (Bermuda)
De Mohammed-moskee is een moskee in de gemeente Hamilton op het Britse overzeese eiland Bermuda.
De moskee werd opgericht in 1975.
De moskee bevindt zich in een gebouw dat bestaat uit de belangrijkste gebedsruimte, school, kantoor van de imam en het gemeenschapscentrum. Het gebouw bestaat uit vier verdiepingen. De totale vloeroppervlakte van het gebouw is 669 m² op een terreinoppervlakte van 3.772 m².